# Distrito de Huaranchal
El Distrito de Huaranchal es uno de los diez distritos de la Provincia de Otuzco, ubicada en el Departamento de La Libertad, bajo la administración del Gobierno regional de La Libertad, en el Perú.
Desde el punto de vista jerárquico de la Iglesia católica forma parte de la Arquidiócesis de Trujillo.

## Historia
Fue creado por Ley del 17 de diciembre de 1866, en el gobierno del Presidente Mariano Ignacio Prado Ochoa. 

## Geografía
Abarca unas superficie de 149,65 km². Se encuentra a una altitud de 2100 m s. n. m. una población de 5 087 habitantes.

## Autoridades

### Municipales
- 2011 - 2014[3]
  - Alcalde: Segundo Edilberto Tocto Alvarado, del Partido Humanista Peruano (PHP).
  - Regidores:  Iván Fermín Aguirre Esquivel (PHP), Santiago Apóstol Rodríguez Mantilla (PHP), Oresteres Arcemio Valdez Zavaleta (PHP), Paola Donatila Alfaro Valdez (APP),  Jose Hidiogenes Cabeza Rodríguez  (Partido Aprista Peruano).[4]
- 2007 - 2010
  - Alcalde: Félix A Segura García, del Partido Aprista Peruano.

### Policiales
- Comisario:   PNP.

### Religiosas
- Arquidiócesis de Trujillo[5]
  - Arzobispo de Trujillo: Monseñor Héctor Miguel Cabrejos Vidarte, OFM.[6]
- Parroquia
  - Párroco: Pbro.

### Fiesta
- FIESTA PATRONAL — HUARANCHAL

EN HONOR AL SANTO PATRÓN
"SEÑOR DE LOS MILAGROS"
Se realiza las celebración los días 22,23,24, y 25 de junio, donde se prioriza actividades religiosas, cultura, arte y deporte.
En esta Fiesta Patronal del distrito prima la FE y reencuentro entre hermanos huaranchalinos residenten en el Perú y distintas partes del mundo.